# St John Brodrick
William St John Fremantle Brodrick (ur. 14 grudnia 1856, zm. 13 lutego 1942) – brytyjski arystokrata i polityk, członek Partii Konserwatywnej, minister w rządach lorda Salisbury’ego i Arthura Balfoura.

## Życiorys
Był synem Williama Brodricka, 8. wicehrabiego Midleton, i Augusty Fremantle, córki 1. barona Cottesloe. Wykształcenie odebrał w Eton College oraz w Balliol College na Uniwersytecie Oksfordzkim. Na studiach był przewodniczącym Oxford Union.
W 1880 r. został wybrany do Izby Gmin jako reprezentant okręgu West Surrey. Od 1885 r. reprezentował okręg wyborczy Guildford. W 1883 r. został członkiem królewskiej komisji ds. irlandzkich więzień. W latach 1886–1892 był finansowym sekretarzem w Ministerstwie Wojny. W latach 1895–1898 był podsekretarzem stanu w tym resorcie, a następnie objął analogiczne stanowisko w Ministerstwie Spraw Zagranicznych. W 1900 r. został członkiem gabinetu jako minister wojny. W latach 1903–1905 był ministrem ds. Indii.
Miejsce w Izbie Gmin Brodrick utracił po przegranych wyborach w 1906 r. W marcu 1907 r. został aldermanem rady hrabstwa Londyn. W tym samym roku zmarł jego ojciec i Brodrick, jako 9. wicehrabia Midleton, zasiadł w Izbie Lordów. W 1920 r. tytuł podniesiono do rangi hrabiego.

## Rodzina
4 grudnia 1880 r. poślubił lady Hildę Wemyss-Charteris (13 października 1854 – 1 sierpnia 1901), córkę Francisa Wemyssa-Charterisa, 10. hrabiego Wemyss, i lady Anne Anson, córki 1. hrabiego Lichfield. St John i Hilda mieli razem syna i cztery córki:
- Muriel Brodrick (ur. 23 listopada 1881), żona Dudleya Marjoribanksa, 3. barona Tweedmouth, miała dzieci
- Sybil Brodrick (9 marca 1885 – 3 kwietnia 1935), żona Ronalda Grahama, nie miała dzieci
- George St John Brodrick (21 lutego 1888 – 1979), 2. hrabia Midleton
- Aileen Hilda Brodrick (13 sierpnia 1890 – 30 września 1970), żona Charlesa Meade’a, miała dzieci
- Moyra Brodrick (ur. 11 stycznia 1897), żona generała Henry’ego Loyda, miała dzieci

5 stycznia 1903 r. poślubił Madeleine Stanley (ur. 2 lipca 1876), córkę pułkownika John Stanleya i Susan Stewart-Mackenzie, córki Keitha Stewarta-Mackenzie. St John i Madeleine mieli razem dwóch synów:
- major Francis Alan Brodrick (27 lutego 1910 – wrzesień 1943), zginął podczas II wojny światowej na froncie włoskim, ożenił się z Margaret Lyell, nie miał dzieci
- major Michael Victor Brodrick (25 lutego 1920 – wrzesień 1943), zginął podczas II wojny światowej na froncie włoskim